# Ancylotrypa coloniae
Ancylotrypa coloniae is een spinnensoort uit de familie Cyrtaucheniidae. De soort komt voor in Zuid-Afrika.